# Križevačka djevojačka straža
Križevačka djevojačka straža je povijesna hrvatska vojna postrojba.

## Povijest
Križevačka djevojačka straža prvi se je put sastala 11. srpnja 1848. godine kad se je na proputovanju u Križevcima nakratko zadržao hrvatski ban Josip Jelačić.
Djevojačka se je straža postavila na ulazu u biskupski dvor. Činile su je naoružane domorodne Križevčanke. Bana su čuvale tijekom cijelog njegova zadržavanja u Križevcima. 
Straža je obnovljena 2008. godine pod vodstvom Marije Škrlec. Od ožujka 2011. godine članice su Saveza povijesnih postrojbi Hrvatske vojske. Danas su redovite sudionice kulturnih, zabavnih ili turističkih manifestacija u Križevcima, a bile su i na svečanosti polaganja prisege Kolinde Grabar-Kitarović na mjesto hrvatske predsjednice u veljači 2015. godine. Godine 2016. primljena je u Beču u punopravano članstvo Europskog savjeta povijesnih postrojbi kao treća članica iz Hrvatske te jedina ženska postrojba. Jedina je ženska povijesna postrojba na svijetu ovakve vrste.

## Vanjske poveznice
- Portal za kulturni turizam Križevačka djevojačka straža